# Скудда-У! Скудда-Эй! (фильм, 1948)
«Скудда-У! Скудда-Эй!» (англ. Scudda Hoo! Scudda Hay!) — американский комедийный фильм 1948 года режиссёра Хью Херберта по его собственному сценарию. Картина является экранизацией одноимённого романа Джорджа Агнью Чемберлена. Главные роли исполнили Джун Хэвер, Лон МакКаллистер и Уолтер Бреннан.

## Сюжет
Два сводных брата живут на ферме со своей матерью. Один из них устраивается работать на ранчо к соседу, в дочь которого влюблен. Его ревнивый брат всячески пытается помешать счастью молодых людей…

## В ролях
| Актёр            | Роль           |
| ---------------- | -------------- |
| Джун Хэвер       | Рэд МакГилл    |
| Лон МакКаллистер | Дэниел Домини  |
| Уолтер Бреннан   | Тони Мол       |
| Энн Ревир        | Джудит Домини  |
| Роберт Карнс     | Стретч Домини  |
| Гэнри Хулл       | Милт Домини    |
| Том Талли        | Роберт МакГилл |
| Натали Вуд       | Эфрази МакГилл |
| Мэрилин Монро    | Бетти          |

## Участие Мэрилин Монро
После того, как Мэрилин Монро впервые подписала шестимесячный контракт с киностудией 20th Century Fox в августе 1946 года, она получила эпизодическую роль девушки по имени Бетти в этом фильме. В одной из сцен её героиня одета в голубой сарафан и спускается по ступеням церкви со словами: «Привет, Рэд!» адресованные персонажу Джун Хэвер, которая отвечает ей: «Привет, Бетти». К этому моменту Монро уже прошла мимо и была вне кадра, её лицо на экране было видно менее двух секунд. Когда актриса стала известной, 20th Century Fox заявляли, что единственная реплика Монро в фильме была вырезана. Мэрилин подтвердила это на интервью в програме «Лицом к лицу» в 1955 году. Джеймс Хэспил, знаменитый поклонник и друг Мэрилин Монро утверждает, что она также появляется в ещё одной сцене фильма на заднем плане и в основном спиной к камере, где она и ещё одна девушка гребут на каноэ.

## Наследие
В одной из сцен фильма 1989 года Шофёр мисс Дэйзи, когда Хок отвозит Дейзи в супермаркет, вывеска в одном из кинотеатров указывает на этот фильм.